# Nguyễn Duy Hạc
Nguyễn Duy Hạc (1925-1996) là Thiếu tướng Công an nhân dân Việt Nam, từng làm nhiều điệp vụ gián điệp và phản gián trong hai cuộc chiến tranh.